# Hornsby (Nouvelle-Galles du Sud)
Pour les articles homonymes, voir Hornsby.

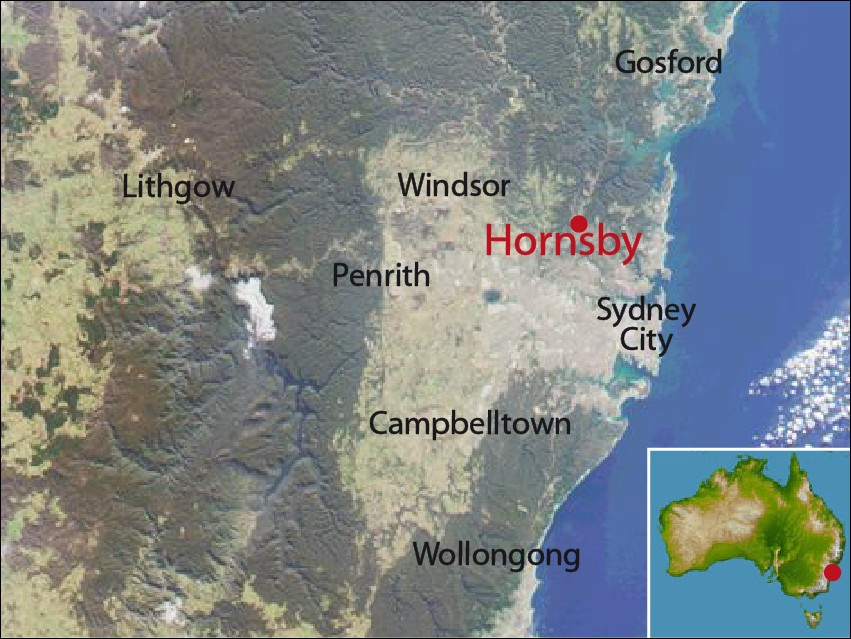
Situation de Hornsby dans l'agglomération de Sydney (image NASA).

Hornsby est une ville-banlieue australienne de l'agglomération de Sydney, située dans la zone d'administration locale du comté de Hornsby, dont elle est le chef-lieu, dans l'État de Nouvelle-Galles du Sud.

## Géographie
La ville est située dans la région de North Shore à 25 km au nord-ouest du quartier central de Sydney. 

## Histoire
Le premier colon européen dans la région est un certain Thomas Higgins, auquel une concession de terrain est accordée. 
Une gare nommée Hornsby Junction a ouvert le 17 septembre 1886 au nord de la ville. Elle constituait la jonction de la Northern Line et de la North Shore Line. La gare Hornsby était situé un arrêt plus au sud sur la Northern Line. 
Le comté de Hornsby est créé en 1906. En 1961, le Groupe Westfield construit un centre commercial à Hornsby, ce qui en fait l'une des premières banlieues de Sydney avec un centre commercial de style moderne. Un centre commercial concurrent, Northgate est ouvert en 1979, mais est finalement acheté par Westfield. À la fin de 1999, les deux sites ont été fusionnés lorsque le Westfield original est démoli et Northgate est rénové pour créer le nouveau Westfield Hornsby ouvert en novembre 2001.

## Démographie
La population s'élevait à 19 863 habitants en 2011, dont 48,8 % d'hommes et 51,2 % de femmes, et à  22 168 habitants en 2016.

## Transports

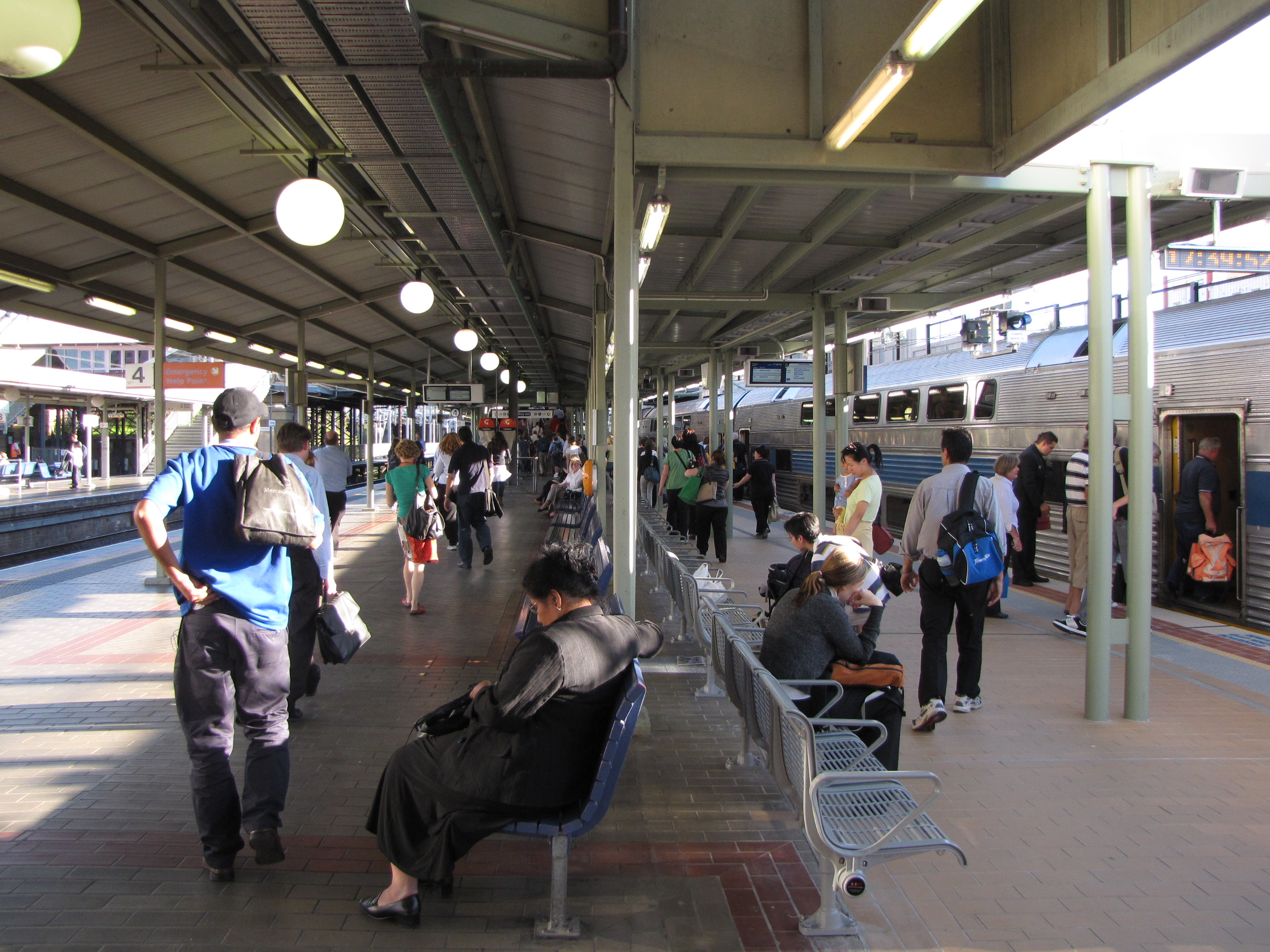
Quais de la gare de Hornsby (2009).

Hornsby est à 25 kilomètres  par train du quartier central des affaires de Sydney et à environ 24 kilomètres par la route. La gare de Hornsby est une jonction de deux branches de la ligne North Shore, Northern et Western du réseau SydneyTrains. Il existe des services ferroviaires fréquents dans le district central des affaires par Macquarie Park ou par Gordon. Hornsby est aussi un carrefour important de transport du nord de Sydney avec les trains Intercity et express qui s'y arrêtent sur le chemin de Central Coast, Newcastle et plus au nord.
Les services de bus fonctionnent à partir de la gare d'échange Hornsby. Les services sont exploités à la fois par Transdev et Hillsbus et dessert les zones résidentielles locales telles que Hornsby, Westleigh , Normanhurst , Thornleigh , Wahroonga et Turramurra . Les services fonctionnent également à Macquarie Park, Macquarie University, Castle Hill et le Metrobus M60 relie à Parramatta via Cherrybrook , Castle Hill & Baulkham Hills.
La Pacific Highway , qui traverse Hornsby, était autrefois la principale liaison routière entre Sydney et le nord-est de l'Australie.

## Zones commerciales
Hornsby demeure un centre commercial animé, tout comme il l'était il y a un siècle. Au fil des ans, le centre-ville a développé des caractéristiques distinctes de chaque côté de la ligne de chemin de fer.
Le côté ouest est constitué d'une traditionnelle rue commerçante le long de la vieille route du Pacifique. Sur la côte orientale de l'autoroute du sud au nord se trouve le poste de police, le palais de justice et la chambre historique du Hornsby Shire Council (construit en deux étapes en 1915 et 1930).
La côte orientale est dominée par Westfield Hornsby, un centre commercial qui dispose de deux grands magasins : Myer et David Jones, d'un cinéma multiplex, de 335 magasins, d'une aire de restauration et de plusieurs restaurants. L'intersection de la rue Florence et la rue Hunter est devenu une rue piétonne au début des années 1990. Au centre de la zone piétonne se trouve une grande sculpture conçue par Victor Cusack. La bibliothèque publique est également située dans cette zone.
Le côté nord-ouest de la banlieue est occupé par diverses industries et l'extrémité nord de Hornsby dispose d'un important atelier de chemin de fer du réseau SydneyTrains.

## Zones résidentielles
Les zones résidentielles, comprenant des logements à faible loyer et à moyenne densité, sont situés sur les deux côtés de la ligne de chemin de fer. Beaucoup de zones résidentielles sur le côté ouest de la ligne de traine sont à proximité de parcs régionaux et nationaux, ainsi que les magnifiques jardins Lisgar.
Au cours des dernières années, des immeubles d'appartements ont été construits à côté de la ligne de train dans le cadre des politiques de planification de l'État  de Nouvelle Galles du Sud pour permettre le moyen de développement de haute densité le long des corridors de transport.

## Écoles
Hornsby abrite un certain nombre d'écoles, y compris les écoles primaires de Hornsby des écoles publiques du Nord, Hornsby South Public School et Clarke school et les écoles secondaires Barker College et le lycée de filles  de Hornsby, qui est une école sélective. Il y a aussi un Tafe College sur le côté nord-ouest de Hornsby.

## Culture
Hornsby a longtemps été associé à Ginger Meggs (en), une bande dessinée publiée dans les journaux australiens depuis 1921, dont le créateur était Jimmy Bancks, qui y avait passé son enfance. Le journal local est le Hornsby Advocate, détenu par le groupe des journaux de Cumberland.

## Centre aquatique
Le centre aquatique de Hornsby, construit en 1962 et fermé en 2010, est reconstruit et ouvert au public le 11 août 2014.

## Crédit d'auteurs
- (en) Cet article est partiellement ou en totalité issu de l’article de Wikipédia en anglais intitulé « Hornsby, New South Wales » (voir la liste des auteurs).